# Бальдінґен (Нердлінґен)
Бальдінген (нім. Baldingen) - мікрорайон міста Нердлінген, району Донау-Ріс у складі округу Швабія, федеральної землі Баварія.
До 1 травня 1978 року  незалежний муніципалітет.
Район має 1927 жителів (станом на 1 січня 2011 року) і розташований на висоті 429 м над рівнем моря.
Є євангелістська церква St. Gallus.
Під час Тридцятилітньої війни недалеко села 6-7 вересня 1634 року відбулась  битва при Нердлінгені.

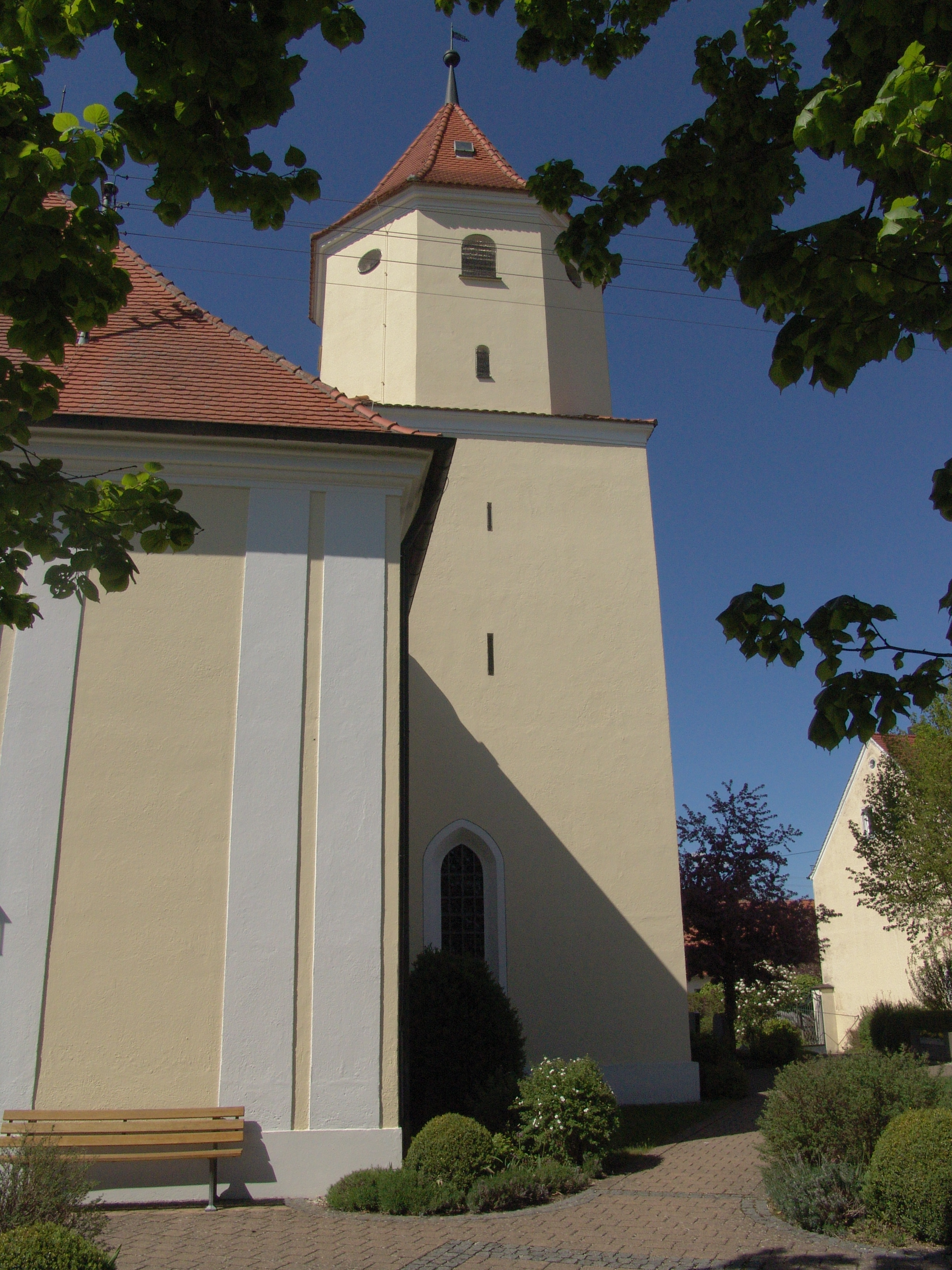
Бальдінґен, церква St. Gallus 005

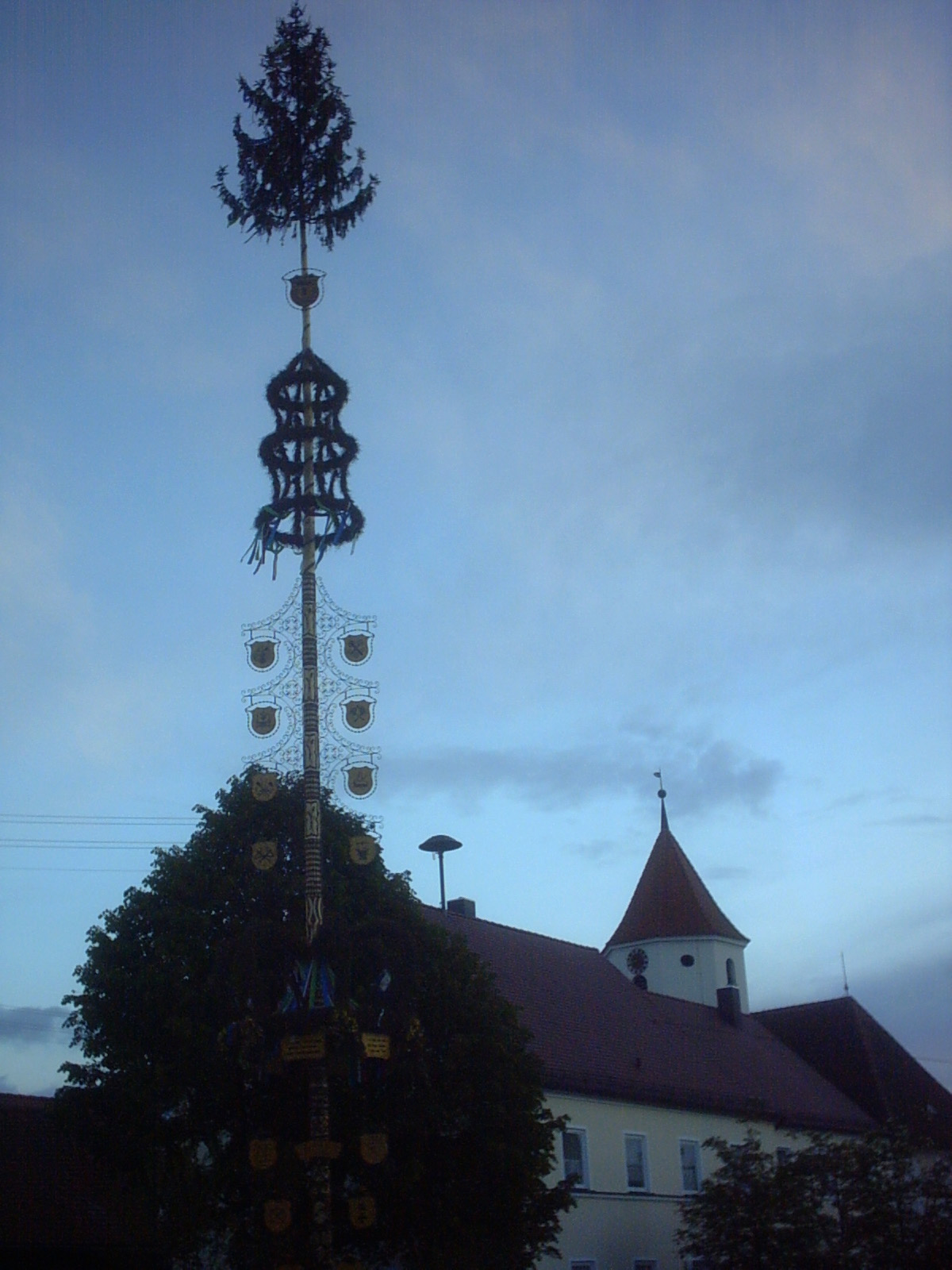
Бальдінґен